# 100519 Bombig
100519 Bombig è un asteroide della fascia principale. Scoperto nel 1997, presenta un'orbita caratterizzata da un semiasse maggiore pari a 2,5932648 UA e da un'eccentricità di 0,2350121, inclinata di 5,02334° rispetto all'eclittica.
L'asteroide è dedicato alla poetessa italiana Anna Bombig.